# إيفان ستيفيتش
إيفان ستيفيتش (بالصربية: Иван Стевић)‏ مواليد 12 مارس 1980 في بلغراد، جمهورية يوغوسلافيا الاشتراكية الاتحادية، هو دراج صربي في صنف سباق الدراجات على الطريق. شارك في دورة الألعاب الأولمبية الصيفية.

## روابط خارجية
- إيفان ستيفيتش على موقع الاتحاد الدولي للدراجات (الإنجليزية)
- إيفان ستيفيتش على موقع أرشيف الدراجات (الإنجليزية)
- إيفان ستيفيتش على موقع إحصائيات الدراجات الإحترافية (الإنجليزية)
- إيفان ستيفيتش على موقع نسبة الدراجات (الإنجليزية)
- إيفان ستيفيتش على موقع اللجنة الأولمبية الدولية (الإنجليزية)
- إيفان ستيفيتش على موقع أوليمبيديا (الإنجليزية)
- إيفان ستيفيتش على موقع اللجنة الأولمبية الصربية (الصربية)